# Eiríksjökull
Der Eiríksjökull ist ein Gletscher in Island. Er reicht bis in eine Höhe von 1672 m und seine Fläche beträgt 22 km² bei einer Länge von ca. 9–11 km von Westen nach Osten und ca. 5–8 km von Norden nach Süden. Er erhebt sich im Osten ca. 400–500 m über seine Umgebung, im Westen dagegen 600–800 m. Sein Volumen beträgt 40–50 km³, Eason et al. (2015) schätzen es auf 48,2 km³.

## Lage
Der Gletscherschild Eiríksjökull befindet sich im Westen von Island.
Gleichzeitig liegt er westlich des Langjökull und östlich der Arnarvatnsheiði sowie ca. 20 km östlich von Húsafell.
Der Gletscher ist schon wegen seiner Höhe weithin sichtbar und überragt die Hochebene der Arnarvatnsheiði ebenso wie das Lavafeld Hallmundarhraun, das sich vom nordöstlichen Langjökull bis nach Húsafell hinunterzieht. In seiner Nachbarschaft befindet sich Strútur, ein 927 m hoher Palagonitkegel.

## Volkssage und Name
Es gibt eine Volkssage, die den heutigen Namen erklärt. Im nördlichen Erosionshang befindet sich ein Felsen, der Eiríksgnípa heißt. Eines Tages hätte sich der in der Arnarvatnsheiði, genauer in der Höhle Surtshellir, lebende Gesetzlose Eiríkur auf diesen Berg geflüchtet. Den ihm nachsetzenden Bauern und Gesetzesvertretern gelang es, ihn an den Abhängen des Gletschers einzuholen, aber er entkam unter Hinterlassung eines Fußes. In der Volkssage ist auch ein Gedicht von ihm überliefert, in dem es heißt: „… ich haute ab mit einem Fuß, mir das nachzumachen, wird euch schwer.“ („… með fótinn annan fór ég burt,/fáir munu' eftir leika.“)

## Gletscher
Der Gletscherschild, der den ganzen Gipfelbereich abdeckt, reicht bis in Höhen von 1300 bis 1400 m hinab.
Etliche Gletscherzungen erstrecken sich von dem Gletscherschild Richtung Tal, deren bedeutendste folgende Namen tragen: Brækur und Þorvaldsjökull fallen nach Nordwesten ab, Ögmundarjökull nach Nordosten. Die größte Gletscherzunge reicht Richtung Norden hinab und heißt Klofajökull oder Stórijökull.

## Vulkanismus
Der Tafelvulkan unter dem Gletscher hat eine Fläche von 40 km² im oberen Bereich, hin gegen von 77 km² an der Basis. Er entstand in einem oder vielleicht auch mehreren Vulkanausbrüchen unter einem dicken Eiszeitgletscher. Die unteren Gesteinsschichten bestehen daher aus Palagoniten.
Schließlich erreichte das Magma die Oberfläche des Gletschers bzw. hatte ihn weggeschmolzen, so dass die obersten Schichten aus Laven bestehen. Ein Großteil dieser Laven ist noch von (neuzeitlichem) Gletschereis bedeckt. Aber darunter erkennt man Olivinbasaltlagen. Forscher sprechen davon, dass sich hier eine Art Schildvulkan auf den unteren Schichten aufgebaut hätte.
Es handelt sich um den größten Tafelvulkan (Tuya) in Island. Neueste Forschungen gehen eher von einem einzigen Ausbruch aus, in dem der Vulkan entstanden sei. Eiríksjökull ist damit das größte vermutlich in einem einzigen Ausbruch entstandene Vulkangebäude des Landes. Dabei scheint es sich überhaupt um einen der größten in Island bekannten Ausbrüche gehandelt zu haben mit einem Ausstoß von ca. 40–50 km³ Magma. Eiríksjökull entstand noch vor der letzten Kaltzeit, ist also älter als 100.000 Jahre.

## Bergsteigen am Eiríksjökull
Die Besteigung ist recht anspruchsvoll – 1300 m Höhenunterschied, 10 km vom Ausgangspunkt am Fuße des Berges bis zum Gipfel – und wird normalerweise von der Westseite her unternommen.